# 马龙大学
馬龍大學 （Malone University）是美国俄亥俄州坎頓的一所私立大学。這一所大學設立於西元1892年，與福音派教會有密切的關係。

## 學校歷史
馬龍大學是懷特馬龍和愛瑪馬龍於西元1892年所設立，當時的校名叫克里夫蘭聖經學院。西元1957年，克里夫蘭聖經學院搬到美国俄亥俄州坎頓 (俄亥俄州)並為了紀念與榮耀當初的創校者所以更名為馬龍學院。馬龍擁有超過13,900的畢業生。馬龍學院於西元2008年10月3日正式升格為馬龍大學。

## 傑出校友
- 羅賓·米德，CNN主播。
- 陶德·羅，美國職業籃球員。

## 學校排名
根據2009年的美國新聞與世界報導，馬龍大學並未被列入排名。

## 外部連結
馬龍大學官方網站